# Thijs Römer
Thijs Römer (Ámsterdam, 26 de julio de 1978) es un actor holandés. Ha aparecido en una veintena de películas desde el año 2000. 

## Biografía
Hijo de Peter Römer y nieto de Piet Römer, se educó en una familia de actores. Se divorció de la actriz Katja Schuurman en febrero de 2015.

## Filmografía
| Año  | Título                                          | Papel                      | Notas           |
| ---- | ----------------------------------------------- | -------------------------- | --------------- |
| 2018 | Holiday                                         |                            |                 |
| 2018 | Spider-Man: Un nuevo universo                   | Peter B. Parker/Spider-Man | Holandés De Voz |
| 2013 | La luz del día                                  | Benschop                   |                 |
| 2012 | La Familia De Manera                            |                            |                 |
| 2018 | Dik Trom (película)                             | Dolf                       |                 |
| 2009 | Stella oorlog                                   | Sander                     |                 |
| 2007 | Blind Date (Cita a ciegas)                      |                            |                 |
| 2007 | Kapitein Rob en het Geheim van Profesor Lupardi | Kapitein Rob               |                 |
| 2006 | Mantener fuera                                  | Director                   |                 |
| 2004 | 06/05                                           |                            |                 |

| Año   | Título      | Papel       | Notas |
| ----- | ----------- | ----------- | ----- |
| 2017- | La Swingers | Steef       |       |
| 2012- | Moordvrouw  | Evert Numan |       |
| 2005  | Medea       | Jason       |       |

## Premios
- Becerro de oro al mejor actor (2005)
- Rembrandt Premio al Mejor Actor holandés (2013)